# Bureau des services du contrôle interne
Le Bureau des services de contrôle interne ou BSCI (Office of Internal Oversight Services en anglais) est un organe des Nations unies créé en 1994 pour faire des audits internes de l'ONU.

## Description
Le secrétaire général adjoint du BSCI était la Suédoise Inga-Britt Ahlenius de 2005 à 2010.
Depuis 2010, le secrétaire général adjoint du BSCI est la Canadienne Carman Lapointe-Young.

## Secrétaire général adjoint des Nations unies
| # | Portrait | secrétaire général adjoint | Mandat                              | Nationalité |
| - | -------- | -------------------------- | ----------------------------------- | ----------- |
| 1 |          | Karl Theodor Paschke       | 1er janvier 1994 – 31 décembre 1999 | Allemagne   |
| 2 |          | Dileep Nair                | 24 avril 2000 – 23 avril 2005       | Singapour   |
| 3 |          | Inga-Britt Ahlenius        | 15 juillet 2005 – 14 juillet 2010   | Suède       |
| 4 |          | Carman Lapointe            | 14 septembre 2010 – 6 octobre 2015  | Canada      |
| 5 |          | Heidi Mendoza              | 15 novembre 2015 - En fonction      | Philippines |